# Championnat d'Irlande du Nord de football 1951-1952
Navigation
Édition précédente Édition suivante
Le 51e Championnat d'Irlande du Nord de football se déroule en 1951-1952. Glenavon FC remporte le premier titre de champion d’Irlande du Nord de son histoire. C’est seulement le septième club à gagner le championnat en cinquante années de compétition, et le deuxième club (après Distillery FC) extérieur à Belfast.
Glenavon gagne largement le championnat grâce à une avance de dix points sur son second, Distillery.
Avec 27 buts marqués, Jimmy Jones de Glenavon FC remporte le titre de meilleur buteur de la compétition.

## Les 12 clubs participants
- Ards Football Club
- Bangor Football Club
- Ballymena United Football Club
- Cliftonville Football Club
- Coleraine Football Club
- Crusaders Football Club
- Derry City Football Club
- Distillery Football Club
- Glenavon Football Club
- Glentoran Football Club
- Linfield Football Club
- Portadown Football Club

## Classement
| Rang | Équipe           | Pts | J  | G  | N | P  | Bp | Bc | Diff |
| ---- | ---------------- | --- | -- | -- | - | -- | -- | -- | ---- |
| 1    | Glenavon FC      | 37  | 22 | 17 | 3 | 2  | 67 | 19 | +48  |
| 2    | Distillery FC    | 27  | 22 | 9  | 9 | 4  | 35 | 28 | +7   |
| 3    | Coleraine FC     | 27  | 22 | 11 | 5 | 6  | 44 | 33 | +11  |
| 4    | Glentoran FC     | 27  | 22 | 12 | 3 | 7  | 57 | 39 | +18  |
| 5    | Ballymena United | 22  | 22 | 7  | 8 | 7  | 41 | 44 | -3   |
| 6    | Portadown FC     | 21  | 22 | 8  | 5 | 9  | 43 | 39 | +4   |
| 7    | Ards FC          | 20  | 22 | 8  | 4 | 10 | 43 | 49 | -6   |
| 8    | Derry City FC    | 19  | 22 | 7  | 5 | 10 | 33 | 44 | -11  |
| 9    | Crusaders FC     | 18  | 22 | 7  | 4 | 11 | 32 | 51 | -19  |
| 10   | Linfield FC      | 17  | 22 | 5  | 7 | 10 | 29 | 34 | -5   |
| 11   | Bangor FC        | 17  | 22 | 6  | 5 | 11 | 27 | 51 | -24  |
| 12   | Cliftonville FC  | 12  | 22 | 4  | 4 | 14 | 27 | 47 | -20  |

|  | Champion d'Irlande du Nord |
|  | Relégation                 |

### Meilleur buteur
- Jimmy Jones, Glenavon FC 27 buts

## Bilan de la saison
| Tableau d'Honneur                         |             |
| Compétition                               | Vainqueur   |
| Championnat d'Irlande du Nord de football | Glenavon FC |
| Coupe d'Irlande du Nord de football       | Ards FC     |

| Promotions et relégations |       |
| Relégués                  | Aucun |
| Promus                    | Aucun |